# Serie de Dirichlet

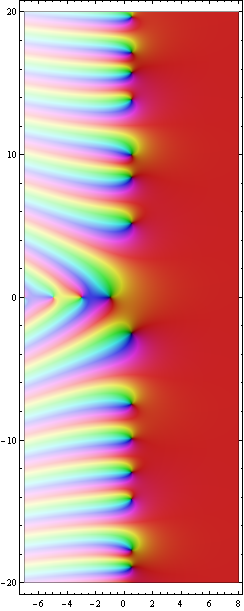
Función de Dirichlet en el plano complejo.

En matemáticas, una serie de Dirichlet es toda serie del tipo
{\displaystyle \sum _{n=1}^{\infty }{\frac {a_{n}}{n^{s}}},}
donde s y an para n = 1, 2, 3, ... son números complejos.
Las series de Dirichlet juegan un número importante de roles en la teoría analítica de números. La definición más popularizada de la función zeta de Riemann es una serie Dirichlet, tal como son las funciones L de Dirichlet. Se conjetura que las series de clase tipo Selberg satisfacen la hipótesis generalizada de Riemann. La serie ha sido nombrada en honor a Johann Peter Gustav Lejeune Dirichlet.

## Definición formal
Una serie de Dirichlet es toda serie del tipo
{\displaystyle \sum _{n=1}^{\infty }a_{n}e^{-\lambda _{n}z}}
donde {\displaystyle (a_{n})_{n}} es una sucesión de números complejos, {\displaystyle z} es un número complejo y {\displaystyle (\lambda _{n})_{n}} es una sucesión real, creciente y divergente. Algunos autores exigen que la sucesión {\displaystyle (\lambda _{n})_{n}} sea además de términos positivos. Dicha exigencia se cumple en nuestra definición excepto para una cantidad finita de términos.
Cuando {\displaystyle \lambda _{n}=\log(n)} se obtiene la serie ordinaria de Dirichlet:
{\displaystyle \sum _{n=1}^{\infty }{\frac {a_{n}}{n^{s}}},}

## Ejemplos
La serie de Dirichlet más famosa es
{\displaystyle \zeta (s)=\sum _{n=1}^{\infty }{\frac {1}{n^{s}}},}
que es la función zeta de Riemann. Otra serie de Dirichlet es:
{\displaystyle {\frac {1}{\zeta (s)}}=\sum _{n=1}^{\infty }{\frac {\mu (n)}{n^{s}}}}
donde μ(n) es la función de Möbius. Es posible obtener esta y varias de las series indicadas a continuación realizando una inversión de Möbius y una convolución de Dirichlet a series conocidas. Por ejemplo, dado un carácter de Dirichlet {\displaystyle \chi (n)} se tiene que 
{\displaystyle {\frac {1}{L(\chi ,s)}}=\sum _{n=1}^{\infty }{\frac {\mu (n)\chi (n)}{n^{s}}}}
donde {\displaystyle L(\chi ,s)} es una función L de Dirichlet.
Otras identidades incluyen
{\displaystyle {\frac {\zeta (s-1)}{\zeta (s)}}=\sum _{n=1}^{\infty }{\frac {\varphi (n)}{n^{s}}}}
donde φ(n) es la función indicatriz de Euler
{\displaystyle \zeta (s)\zeta (s-a)=\sum _{n=1}^{\infty }{\frac {\sigma _{a}(n)}{n^{s}}}}
{\displaystyle {\frac {\zeta (s)\zeta (s-a)\zeta (s-b)\zeta (s-a-b)}{\zeta (2s-a-b)}}=\sum _{n=1}^{\infty }{\frac {\sigma _{a}(n)\sigma _{b}(n)}{n^{s}}}}
donde σa(n) es la función divisor. Otras identidades que involucran a la función divisor d=σ0 son
{\displaystyle {\frac {\zeta ^{3}(s)}{\zeta (2s)}}=\sum _{n=1}^{\infty }{\frac {d(n^{2})}{n^{s}}}}
{\displaystyle {\frac {\zeta ^{4}(s)}{\zeta (2s)}}=\sum _{n=1}^{\infty }{\frac {d(n)^{2}}{n^{s}}}}
El logaritmo de la función zeta está dado por
{\displaystyle \log \zeta (s)=\sum _{n=2}^{\infty }{\frac {\Lambda (n)}{\log(n)}}\,{\frac {1}{n^{s}}}}
para {\displaystyle \Re (s)>1}. Aquí, {\displaystyle \Lambda (n)} es la función de von Mangoldt. La derivada logarítmica es por lo tanto
{\displaystyle {\frac {\zeta ^{\prime }(s)}{\zeta (s)}}=-\sum _{n=1}^{\infty }{\frac {\Lambda (n)}{n^{s}}}}
Estos últimos dos son casos especiales de una relación más generalizada para las derivadas de la serie de Dirichlet, indicadas a continuación.
Dada la función de Liouville {\displaystyle \lambda (n)}, se tiene que
{\displaystyle {\frac {\zeta (2s)}{\zeta (s)}}=\sum _{n=1}^{\infty }{\frac {\lambda (n)}{n^{s}}}}
Otro ejemplo, en cambio se relaciona con la suma de Ramanujan:
{\displaystyle {\frac {\sigma _{1-s}(m)}{\zeta (s)}}=\sum _{n=1}^{\infty }{\frac {c_{n}(m)}{n^{s}}}}

## Derivadas
Dado
{\displaystyle F(s)=\sum _{n=1}^{\infty }{\frac {f(n)}{n^{s}}}}
para una función completamente multiplicativa {\displaystyle f(n)}, y asumiendo que la serie converge para {\displaystyle \Re (s)>\sigma _{0}}, entonces se tiene que
{\displaystyle {\frac {F^{\prime }(s)}{F(s)}}=-\sum _{n=1}^{\infty }{\frac {f(n)\Lambda (n)}{n^{s}}}}
converge para {\displaystyle \Re (s)>\sigma _{0}}. Siendo, {\displaystyle \Lambda (n)} la función de von Mangoldt.

## Productos
Sea {\displaystyle F(s)=\sum _{n=1}^{\infty }f(n)n^{-s}} y
{\displaystyle G(s)=\sum _{n=1}^{\infty }g(n)n^{-s}}
Si tanto F(s) y G(s) son absolutamente convergentes para s> a y s > b entonces se tiene que:
{\displaystyle {\frac {1}{2T}}\int _{-T}^{T}dtF(a+it)G(b-it)dt=\sum _{n=1}^{\infty }f(n)g(n)n^{-a-b}} dado que {\displaystyle T\sim \infty }
para a=b y f(n)=g(n) se obtiene:
{\displaystyle {\frac {1}{2T}}\int _{-T}^{T}dt|F(a+it)|^{2}dt=\sum _{n=1}^{\infty }[f(n)]^{2}n^{-2a}} as {\displaystyle T\sim \infty }

## Transformadas integrales
La Transformada de Mellin de una Serie de Dirichlet está dada por la fórmula de Perron.